# 时间飞船

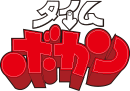
《时间飞船》logo

《时间飞船》是一部日本电视动画，由「龙之子工作室」製作，於1975年10月4日至1976年12月25日，在日本富士電視台每星期六晚上6:30播出，每集30分钟，全61集。后来在日本国内有数次重播，並系列化推出多部後續類型作品。台灣由華視於1979年（民國68年）3月1日～5月8日期間播映，但卻未能播畢而中途腰斬。香港無線電視在1979年以《幻影時光》名稱播映。中国大陆则在1994年引进，当年8月由辽宁儿童艺术剧院完成译制并在辽宁教育电视台每晚6点40分播放，每集20分钟。与日本版不同的是，由于原版片尾有效果较为阴暗恐怖的骷髅形象，所以辽艺版重新剪辑了片尾，并且总集数降至60集。本片在中國國内盛行了三四年时间。1994年后有据可查的播出记录，是1996~1997年左右在新疆电视台的播放，以及据说是最后一次全国范围播映：1998年在四川卫视黄金时间的播放。当时由于四川台转播四川全兴队的比赛，而使本片的播放时常被顺延到第二天。最终于当年11月4日播出最后一集。

## 情节
木江田博士（中国大陆翻译为「凯达博士」）是科学家，在动画片开始时成功研制了一台昆虫形状的时间机器，就是如片名所稱的「時間飛船」（タイムボカン）。为了证明它性能的安全与稳定，博士决定亲自乘坐它进行一次时间旅行。没想到，等到时间飞船好不容易回来的时候，里面却空无一人，只有一只会说话的，自称「梦梦」的鹦鹉。它的脖子上还戴着一块硕大的宝石，据说这就是这世界上最无价的矿物「W宝石」......
现在，木江田博士的两个小助手：丹平和淳子，将要和他们制作的小机器人「小机灵」和鸚鵡梦梦一起出发，乘坐「时间飞船1号」穿越时空去把博士找回来。但是另一方面，以大小姐為首的「三惡」却正在对「W宝石」虎视眈眈......

## 正派角色
- 丹平（CV：太田淑子（JP）／黃健強（香港，TVB 譯名：啟明）／李放（中国大陆））

木江田博士的助手，十三岁的热血少年，勇敢、热情、乐观，对博士忠心耿耿，善于鼓捣各种机械，运动神经也很发达。身边的机器人「小机灵」就是他的杰作。在寻找博士的旅途中，经常主要负责操纵和维护时间飞船1号，平常总是坐在正驾驶的位置上。虽然胆量大，但是內心却不一定纖细，每次都可能惹出一些不大不小的麻烦。
- 淳子（CV：冈本茉莉、橫澤啟子（JP）／黃麗芳（香港，TVB 譯名：美玲）／郝琳杰（中国大陆））

木江田博士十岁的孙女，也是他的另一个助手，善良、温柔、知书达理，历史知识很丰富，是个人见人爱的「大和抚子」式女孩。一直喜欢着丹平，后者也经常在她因为思念自己的祖父掉眼泪时不断的安慰鼓励她，甚至有时也对她表现出喜爱之情。名字来源出自當時的日本著名歌手櫻田淳子。
- 小机灵（チョロ坊，Chorobou）（CV：桂玲子（JP）／潘滿儔（香港TVB 譯名：小百厭）／邓常兰（中国大陆））

丹平自己制做的，造型很古典的小机器人助手，虽然有时显得幼稚，但在关键时刻总是会使用机器人特有的方式和平时少有的急中生智来帮助丹平和淳子化险为夷。它的动力源是背后的一把大发条钥匙，但是随时都有可能在关键时刻动力耗尽。它的设备包括可以伸长的四肢和可以发射火焰的鼻子。
- 木江田博士（Kieta-Hakase）（CV：槐柳二（JP）／（香港TVB 譯名：蕭博士）／方树桥（中国大陆））

「時間飛船」的发明者，是个性格稍微有些怪异的老科学家。动画一开始，他乘坐時間飛船来到一个陌生的时空，却正好遇到了他正在潜心研究的「W宝石」。正在他采集的时候，不想鹦鹉「梦梦」无意中飞进了飞船的船舱，开走了飞船把自己留在了那个未知的时代（后来才知道其实就是现代）。他到了第二十七集时才被丹平他们发现，随后他又在回到现代时另外制造了两艘时间飞船，和丹平他们一起踏上探秘W宝石的征程。
- 梦梦（Perasuke）（CV：泷口顺平（JP）／梁耀昌（香港）／陈大千（中国大陆））

一直似乎来自史前时代的，会说人话的鹦鹉。它到来的时候，脖子上挂着一块很有可能就是博士在暗中调查的“W宝石”的矿物。它因为惧内，逃离了自己的窝，正巧赶上了乘坐時間飛船到来，正在大量采集「W宝石」的木江田博士，不小心飞进了飞船的座舱，启动了机器从而回到了博士出发的现代。前几集中，丹平他们一直想从牠嘴里套出博士的下落，但它老是含糊其辞（有时用点心引诱它效果可能好一点），还爱开玩笑。到后来重新找到博士之后，它也一直（虽然有点不台情愿）待在丹平他们身边和他们一起探索W宝石。

## 反派角色
- 幺妮（Marjo）（CV：小原乃梨子（JP）／曾慶珏（香港，TVB 譯名：麻里）／李蕴慧（中国大陆））

反派三人组的大姐大，是个典型的自负女反派。她似乎总是以自己的美貌和头脑自居，经常指示自己的手下去办任何事情。她同时也是W宝石最疯狂的追求者，在最后一集因为了解到W宝石的秘密后精神失常，和自己的两个跟班去流浪。
- 格鲁（Grocky）（CV：八奈见乘儿（JP）／盧國權（香港，TVB 譯名：高奇）袁子文（中国大陆））

幺妮的手下之一，一开始在木江田博士的实验室里隐藏身份帮助他完成时间飞船1号，后来在重新回到自己的女头目身边。他的任务就是帮助她制作和时间飞船1号性能相等的时间机器与丹平他们对抗。
- 法沙（Walther）（CV：立壁和也（JP）／馮志潤（香港，TVB 譯名：華沙）／俞德元（中国大陆））

幺妮的手下之一，似乎比三人组中的另外两个显得更为四肢发达、头脑简单，而且动不动就会炫耀自己的怪力。他主要负责和格鲁一起操纵他们制造的飞船，尤其是使用上面的各种武器。他说的话是关西口音，经常在每句话的語尾加一句「まんねん」。

## 劇情模式
在本动画片除第一集和最后一集的每一集中，情节基本都是按照以下的模式发展：
- 正方经常是通过自己的研究或者是各个人物所提的建议，决定乘坐时间飞船前往某一个时代（真实或虚构历史）或空间（童话故事，传说或小说之中）寻找博士或者W宝石（第二十七集后）。
- 正方的计划经常会被反方偷听到。反方这时就会制造自己的飞船去追正方。
- 正方往往先遇到那个时代／空间里面先找到他们要找的真实／虚构人物，并想办法套出博士／宝石的下落；他们后来就逐渐遇上反方，后者也采用同样的方法寻找另一些同样时代／空间里的人物（一般都与正方找到的人物为敌）。
- 正反两方开始用各自的时间飞船战斗。反方总是在试图用自己飞船上最致命的武器（通常是某种炸弹）来结果正方，但是每次都会搬起石头砸自己的脚，把自己的飞船炸个粉碎，让自己狼狈不堪。

## 登场机械
- 时间飞船1号

木江田博士在动画开始研制成功的時空穿梭機，颜色为蓝色，造型酷似独角仙，也是正派角色使用最频繁的机器之一。它的主要功能包括：
- 陆地行进时使用的四只大轮胎，可让其达到最大时速200公里。（飞行时可缩回）
- 飞行用的一对主翼和喷气发动机。
- 背上甲壳可以像真甲虫一样张开，可以在飞行时用来保持平衡，或者用来来回扇动，卷起风沙迷惑敌人。
- 时间飞船2号
- 时间飞船3号
- 时间骷髅

## 关于片中的穿帮
由于年代较早，动画片的制作并没有仔细核对细节，造成了一些穿帮。不过尽管如此，《时间飞船》仍然是上世纪80年代出生的那一代人小时候最珍贵的回忆之一。
正方时间飞船的六边形T字标记的设定，是黑底白字。但在和巨人战斗的某一集中，一号飞船的小型七星瓢虫飞行器尾部标记颜色被弄反了。
在吸血鬼的那一集中，室内摆放食物和烛台的桌子位置在几个连续镜头中没有严谨地定位，产生了在几个镜头间不断瞬移的效果。

## 关于W宝石
W宝石（“ダイナモン”，Dynamond）是本动画中正反两方关注的焦点。。它的名字是英语的“钻石（DIAMOND）和“动态的（DYNAMIC）”两个词各取一部分组成的。它被形容成是“具有比原子弹还强的威力的无价之宝”，虽然外型和普通钻石无异（第二十五集中，两方来到了罗宾汉所在的舍伍德森林，反派三人组利用W宝石的力量在战斗中几乎将整个森林彻底铲平）。
在动画片中梦梦自己的回忆中观众可以发现：它的那个“时代”里这种宝石并不是什么稀罕物，而且就像普通的石块一样遍地都是。但是到了最后一集，两方都阴错阳差地降落到了现代的一座游乐场里，而且他们惊奇地发现：大片大片的W宝石近在眼前！（其实这个游乐场就在木江田博士的实验室和幺妮的老巢之间）
可是好景不长，不久这一大堆宝石就变成了一堆普通的石头！还是博士根据自己的研究得出了结论：这钟W宝石其实是来自宇宙的陨石内某种未知矿物的结晶，在地球大气的作用下逐渐失去了自己原有的光泽和价值。（这点可以从W宝石的颜色看出来：一开始它像钻石一样是透明的，不过到最后一集时它们已经变成粉红色了）

## 主題歌
片頭曲
- 『タイムボカンの歌』

作詞・作曲 - 山本正之／編曲 - 市久／歌 - 山本正之、阪本儿童合唱团
片尾曲
- 『それゆけガイコッツ』

作詞・作曲 - 山本正之／編曲 - 市久／歌 - Royal Knights
插曲
- 『チュク・チュク・チャン』

作詞・作曲 - 山本正之／編曲 - 市久／歌 - 山本正之、阪本儿童合唱团
- 『ペラ助のぼやき節』

作詞 - 小山高男／作曲 - 山本正之／編曲 - 市久／歌 - 泷口顺平
备注：在第9集内使用的插曲。
- 『花ごよみ』

作詞・作曲 - 山本正之／編曲 - 市久／歌 - 太田淑子、冈本茉莉
- 『うしろすがた』

作詞・作曲 - 山本正之／編曲 - 市久／歌 - 冈本茉莉
备注：在第27集内使用的插曲。